# بنسون (فيرمونت)
بنسون (بالإنجليزية: Benson, Vermont)‏ هي بلدة تقع بولاية فيرمونت في الولايات المتحدة. تبلغ مساحتها 117.8 (كم²)، وترتفع عن سطح البحر 146 م، بلغ عدد سكانها 1056 نسمة في عام 2010 حسب إحصاء مكتب تعداد الولايات المتحدة .

## وصلات خارجية
- http://www.benson-vt.com
- The US50 - Cities and Towns in Vermont State
- Vermont Cities and Towns, Facts, Map, Flag, Colleges, Government, and More